# جون جيلبرت
جون جيلبرت (بالإنجليزية: John Gilbert)‏ (و. 1897 – 1936 م) هو ممثل، ومخرج سينمائي، وكاتب سيناريو، ومونتير، من الولايات المتحدة الأمريكية، ولد في لوغان، توفي في لوس أنجلوس، عن عمر يناهز 39 عاماً بسبب نوبة قلبية.

## وصلات خارجية
- جون جيلبرت على موقع IMDb (الإنجليزية)
- جون جيلبرت على موقع الموسوعة البريطانية (الإنجليزية)
- جون جيلبرت على موقع ألو سيني (الفرنسية)
- جون جيلبرت على موقع أول موفي (الإنجليزية)
- جون جيلبرت على موقع قاعدة بيانات الأفلام السويدية (السويدية)
- جون جيلبرت على موقع إن إن دي بي (الإنجليزية)
- جون جيلبرت على موقع قاعدة بيانات الفيلم (الإنجليزية)
- جون جيلبرت على موقع كينوبويسك (الروسية)